# Линг, Сергей Степанович
Серге́й Степа́нович Линг (бел. Сяргей Сцяпанавіч Лінг; род. 7 мая 1937, Минск) — белорусский политик. Премьер-министр Беларуси с 1996 по 2000 годы.

## Образование
- Белорусская сельскохозяйственная академия (1960)
- Высшая партийная школа при ЦК КПСС (1976).

## Биография
Первые десять лет трудовой деятельности были непосредственно связаны с сельским хозяйством. Работал агрономом, главным агрономом, начальником ряда районных управлений сельского хозяйства.
С 1971 года находился на советской и партийной работе, занимал ряд руководящих постов, был секретарем Минского обкома КПБ, секретарем ЦК коммунистической партии Беларуси, министром экономики.
Член ЦК (1986—1990), Бюро ЦК КПБ (1990—1991).
После введения поста президента был назначен заместителем премьер-министра Беларуси, а затем (18 ноября 1996 года, после отставки премьер-министра Михаила Чигиря), исполняющим обязанности премьер-министра. 19 февраля 1997 года был назначен премьер-министром республики
После отставки с поста премьер-министра назначен постоянным представителем Беларуси при ООН и пробыл на этой должности до 2002 года.
22 сентября 2000 года в штаб-квартире Организации Объединённых Наций в Нью-Йорке вручил верительные грамоты генеральному секретарю ООН Кофи Аннану.
16 октября 2002 года освобождён от должности постоянного представителя Беларуси при ООН «по собственному желанию в связи с состоянием здоровья его супруги».
В настоящее время на пенсии, но участвует в работе Министерства экономики, Белорусской научно-промышленной ассоциации, в совете старейшин Миноблисполкома.
Женат. Имеет двух дочерей и сына.

## Награды
- Орден Почёта (18 февраля 2000 года) — за плодотворную государственную и общественную деятельность[4].
- Орден Октябрьской Революции.
- Орден Трудового Красного Знамени.
- медали.
- Почётные грамоты Верховного Совета БССР.